# 開咬

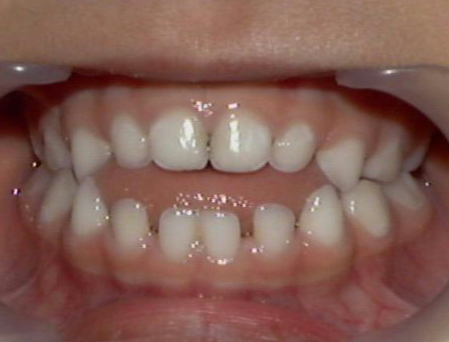
おしゃぶり長期使用で開咬を発症した３歳児

開咬（かいこう、英：open bite）とは、歯科における不正咬合の一形態。上下歯列の垂直方向での不正咬合。上下の歯を噛み合わせた時に、前歯部が離開する前歯部開咬と、臼歯部が離開する臼歯部開咬がある。通常、前歯部が噛み合わない前歯部開咬を指して言う。
歯科矯正治療の最も困難な咬合形態の一つであり、咬合の歪みから将来的に顎関節症を誘発し、頭痛・肩こり・腰痛などを併発することが多い。

## 分類
前歯部開咬：上下の歯を噛み合わせた時（咬頭嵌合位）に、前歯部切歯切縁部の垂直的被蓋（オーバーバイト）は見られず、垂直離開の程度が計測される。
臼歯部開咬：上下の歯を噛み合わせた時（咬頭嵌合位）に、臼歯部咬頭部の咬合接触は見られず、垂直離開の程度が計測される。臼歯部開咬は通常、片側で開咬状態を呈する。
通常、下顎切歯の切縁は基底結節か、またはその上方で上顎切歯の舌側面に接触している。すなわち正常ならば1～2mmの垂直的被蓋（オーバーバイト）が見られる。

## 原因
遺伝的要因、環境的要因、胎生期の発育障害、歯の発育障害、不適当な萌出誘導、口呼吸、舌癖（タングスラスト等）、軟性食物、睡眠態癖、おしゃぶり、指しゃぶりなど。

## 関連症状
審美障害、下顎運動障害（筋肉の不調和または疼痛）、口腔機能障害（咀嚼障害、嚥下障害、発語構音障害等）、顎関節症、不正咬合に関連のある歯周病およびう蝕。

## 治療
開咬は歯列弓のどの部位でも生じ、咀嚼障害や発語構音障害などの機能的異常を生じる原因となることが多い。さらに前歯部開咬は審美的にも問題となる。もし1歯あるいは2歯の開咬であれば、補綴処置による治療でも解決しうるが、もし一群の歯が開咬を示すようであれば、その原因は骨格性のものであることが多く、限局的な補綴治療、矯正歯科治療ではうまく解決できない問題と考えてよい。こうした場合には、開咬状態のままで修復あるいは歯周治療をうまく行えないようであれば、外科的処置を伴う包括矯正歯科治療を考えなければならない。